# 庞星火
庞星火（1959年9月—），中華人民共和國衛生系统官員。北京市疾病预防控制中心党委委员、副主任，主任医师，“全国新型冠状病毒肺炎专家组”成员。北京预防医学会副会长兼秘书长。

## 生平
1983年12月，庞星火从北京医科大学预防医学系毕业后到北京市疾控中心工作并持续至今。1991年1月加入中国共产党。原计划于2019年退休的庞星火因内蒙古输入鼠疫病例和武汉“不明原因肺炎”的疫情打断退休计划。2019冠狀病毒病疫情发生后，负责北京全市疫情防控现场工作，主持开展病例流行病学调查、样本实验室检测、密切接触者管理、疫情信息报送等，截至2020年7月出席北京市新冠肺炎疫情防控工作新闻发布会过百次，相关发布会也被北京市民称为“星火故事会”。

## 荣誉
全国优秀共产党员、全国三八红旗手、全国优秀科技工作者、卫生部有突出贡献中青年专家、奥运立功首都劳动奖章、北京市科学技术奖等。
2020年9月，被中共中央、国务院、中央军委授予“全国抗击新冠肺炎疫情先进个人”。